# Lísek
Lísek (en allemand : Lissek) est une commune du district de Žďár nad Sázavou, dans la région de Vysočina, en République tchèque. Sa population s'élevait à 407 habitants en 2020.

## Géographie
Lísek se trouve à 8,5 km au nord-ouest de Bystřice nad Pernštejnem, à 19 km à l'est-nord-est de Žďár nad Sázavou, à 49 km au sud-sud-est de Jihlava et à 139 km au sud-est de Prague.
La commune est limitée par Věcov au nord, par Velké Janovice, Písečné et Bohuňov à l'est, par Bystřice nad Pernštejnem au sud, et par Nové Město na Moravě et Zubří à l'ouest.

## Histoire
La première mention écrite de la localité date de 1360.

## Administration
La commune se compose de trois quartiers :
- Lhota
- Lísek
- Vojtěchov

## Transports
Par la route, Lísek se trouve à 10,5 km de Bystřice nad Pernštejnem, à 23 km de Žďár nad Sázavou, à 59,5 km de Jihlava et à 180 km de Prague.